# Vauchamps (Doubs)
Vauchamps is een plaats en voormalige gemeente in het Franse departement Doubs in de regio Bourgogne-Franche-Comté en telt 121 inwoners (1999). De plaats maakt deel uit van het arrondissement Besançon en sinds 1 januari 2018 van de gemeente Bouclans.

## Geografie
De oppervlakte van Vauchamps bedraagt 2,9 km², de bevolkingsdichtheid is 41,7 inwoners per km².
De onderstaande kaart toont de ligging van Vauchamps (Doubs) met de belangrijkste infrastructuur en aangrenzende gemeenten.

## Demografie
Onderstaande figuur toont het verloop van het inwonertal.